# Errico Malatesta
Errico Malatesta (Santa Maria Capua Vetere, 4 de desembre del 1853 - Roma, 22 de juliol del 1932), teòric i activista anarquista italià. Deixeble de Mikhaïl Bakunin i Carlo Cafiero. Fou, d'ençà dels primers anys del segle xx, una de les personalitats més conegudes i respectades del moviment anarquista, del qual n'era un garant ortodox.

## Biografia i aportaments teòrics
El seu pensament postmaterialista obri un corrent, fins al moment inexistent en la teoria anarquista, fet que li durà a un conflicte ideològic amb el mateix Kropotkin, a qui considerarà proper al positivisme. Les seues teories influiran en els nous corrents filosòfics que sorgeixen a fins del segle xix i començaments del XX a l'entorn del neokantisme i neoidealisme. Errico Malatesta va nàixer en un context familiar petitburgès del qual es desprendrà en començar el seu activisme polític treballant en molts diferents oficis, entre aquests el d'electricista. El seu activisme polític comença als 17 anys, quan s'interessa per la Internacional i el socialisme antiautoritari. El 1872 coneix a Mikhaïl Bakunin, de qui es considerarà el seu alumne. Posteriorment, Malatesta inicia un període de viatges amb la finalitat de participar en diferents agitacions socials. Entre els països als quals va viatjar figuren Suïssa, Espanya, Egipte, Romania, França, Bèlgica i Anglaterra. Al març del 1885, per evitar la persecució a Europa, decideix fugir a l'Argentina. Allà fundarà sindicats (la Societat de Resistència Cosmopolita d'Obrers Forners), promourà l'organització del proletariat, i alhora s'introduirà en fortes lluites ideològiques amb anarquistes individualistes. El 1889, torna a Itàlia i inicia una llarga etapa de creació i fundació de periòdics i revistes llibertàries, com L'Associazione (1889), L'Agitazione (1897), L'Internazionale (1901), La Rivoluzione Sociale (1902), Volontà (1913), Umanità Nova (1920), Pensiero i Volontà (1924); de les quals, les tres últimes són les més importants pel seu prestigi entre la premsa anarquista internacional de l'època. El 1891, a Suïssa, funda el Partit Socialista Revolucionari Anàrquic, unint anarquistes ciprinians i anarquistes pròpiament dits. Després de ser condemnat a set mesos de presó a Itàlia i a arrest domiciliari, escapa a Anglaterra, des d'on passa prompte als Estats Units. El 1900 viu a l'Havana, i posteriorment a Nova York i a Londres, on treballa de mecànic electricista durant 13 anys, atent sempre als moviments socials i a mantenir-se al dia amb el pensament científic i filosòfic. El 1907, en el Congrés Internacional Anarquista d'Amsterdam (Actes del Congrés), torna a veure's embolicat en pugnes contra els anarquistes individualistes, i recolza una proposició favorable a l'esperanto presentada per Chapelier. Aquest mateix any, publicarà articles polèmics atacant el sindicalisme com a cúspide de l'anarquisme. Entenia per tal no la participació dels anarquistes en sindicats, sinó que els mateixos es fongueren en aquests. Sostenia la necessitat de la participació en els sindicats (i altres organitzacions populars de lluita), però alhora la necessitat de l'organització política dels anarquistes. El 1914, intervé en el Congrés del Fascio Comunista Anarchico, així com participa en una campanya insurreccional dirigida contra la Monarquia de Saboya i el Vaticà. Amb l'arribada de la Primera Guerra Mundial, Malatesta es mostra absolutament partidari de l'oposició activa a l'esforç de guerra en tots els estats per considerar-la una guerra fratricida en profit dels interessos de minories explotadores. Açò produirà la separació ideològica amb Kropotkin (partidari de l'alineació amb França i Anglaterra). La separació s'exemplifica amb l'oposició de Malatesta al "Manifest dels 16" de Kropotkin. El 1920, es produeix una onada d'ocupacions de fàbriques per part dels treballadors en què Malatesta participa, i és l'inspirador del moviment (des de la Unione Sindicale Italiana). Amb l'arribada de Mussolini, Malatesta és processat per la seua participació antifeixista en diverses revistes. Presoner en el seu domicili, aïllat i reprimit pel feixisme, mor el 22 de juliol del 1932 a Roma. Amb relació a les seues teories, cal dir que les va desenvolupar bàsicament en un gran nombre de revistes i diaris que va fundar i en els quals va participar activament.

## Allunyament ideològic de Kropotkin
Les teories de Malatesta tenen una base i un origen en Kropotkin, a pesar que se'n diferencien en certs punts i augmenten aquest distanciament al llarg de les seues vides. Les diferències amb Kropotkin es poden resumir en quatre punts: 
- En primer lloc, Malatesta, a diferència de Kropotkin, creu que l'anarquisme no es pot basar en el cientificisme. Afirma que l'anarquisme és un ideal ètic i social proposat a la voluntat lliure de les persones, i l'anarquia és un ordre natural, una harmonia de necessitats i interessos de tots, llibertat completa en el sentit d'una solidaritat així mateix completa, i dona, així, un sentit ètic i no científic a la definició.

- En segon lloc, Malatesta, a diferència de Kropotkin, afirma que la voluntat i la conducta de l'ésser humà no estan predeterminats i que, per tant, aquest es forma socialment.

- En tercer lloc, critica la teoria de Kropotkin de "prendre del munt" ('prendre el necessari que hi haja en els primers moments revolucionaris'), ja que Malatesta afirma que no s'ha d'esperar per a començar a produir i que no hi ha tal munt, perquè per a ell solament l'abundància s'assolia amb el socialisme.

- I finalment, una gran diferència que els va distanciar definitivament va ser el posicionament d'ambdós davant la Primera Guerra Mundial: mentre Kropotkin apostava per la intervenció dels obrers en la guerra juntament amb França Anglaterra, Malatesta va ser un fervorós opositor a la participació dels obrers en la guerra, que veia com una simple lluita entre dos bàndols igualment imperialistes i procapitalistes.

## Visió sobre el sindicalisme
Continuant amb el seu pensament, cap destacar la seua particular visió sobre el sindicat i la seua funció dins del moviment anarquista. Malatesta parteix de la premissa que el sindicat és necessari, i que els anarquistes han de participar-hi o fundar-lo quan aquest no existisca. A pesar d'açò, afirma que el sindicat és un mitjà i no una finalitat. Aquesta idea es basa en les seues sospites sobre el fet que el sindicat, si no es té clara la seua funció i es confon amb una organització política, pot convertir-se en un pseudopartit, amb tendències jerarquitzants i autoritàries cap a la majoria dels participants que s'hi acosten pel seu caràcter reivindicatiu. Alhora, creu que el sindicalisme no ha de caure en l'error de l'oportunisme i conformisme social, ni en la pura defensa dels interessos particulars, però que hi ha una tendència en el mateix sindicalisme que el duu a caure en això (d'ací la necessitat de l'organització anarquista separada). L'experiència de la CGT francesa i el decaïment del sindicalisme revolucionari davant la repressió dels estats i les concessions d'aquests cap a sectors moderats i negociadors semblaren donar-li la raó per a molts anarquistes.

## Concepció econòmica
Respecte a la seua concepció econòmica, la posició de Malatesta canvia al llarg de la seua vida. En un primer període, coincideix amb Kropotkin en considerar el comunisme com un sistema econòmic ideal. Per a ell, comunisme significa que "tots treballen i tots gaudeixen de tot. Basta sols saber quines són les coses que es necessiten per a satisfer a tots i fer de manera que totes aquestes coses siguen abundantment produïdes". Segons l'autor, no hauria d'existir ni la moneda ni res que la substituïra, encara que sí un registre de les coses demanades i les produïdes, a fi de tenir la producció a l'altura de les necessitats. Textualment, cita que "el que volem fer per força és posar en comuna els terrenys, matèries primeres, instruments de treball, edificis i totes les riqueses que actualment existeixen" (alguns anarquistes interpreten que, per açò, es refereix no a l'establiment del comunisme sinó a la presa dels mitjans de producció per part dels treballadors que els posen en funcionament; aquesta interpretació té molt de sentit, perquè és el que proposa en el mateix text del qual s'ha extret aqueixa cita). A pesar d'aquesta afirmació, en un segon moment de la seua vida, Malatesta substitueix aquest dogmatisme econòmic a l'entorn de l'anarcocomunisme per una altra idea: la que cada localitat de persones experimente el seu sistema econòmic (mutualisme, cooperativisme, col·lectivisme o comunisme). Encara que Malatesta està obert que les comunitats assumisquen el sistema econòmic que preferisquen, té la certesa que totes acabaran assimilant el comunisme com a sistema econòmic ideal.

## Organització política i social
Sobre l'organització política, Malatesta segueix un mètode molt didàctic: en primer lloc, defineix l'origen de l'estat i del govern, posteriorment fa una crítica al sistema d'estat i de govern en l'actualitat i, finalment, proposa l'alternativa de l'anarquisme com a organització social i política. Per a Malatesta, la paraula estat significa el conjunt d'institucions que sostrauen al poble la gestió dels seus propis assumptes, per a, mitjançant la delegació, confiar a alguns individus la facultat de fer lleis sobre tots i per a tots. A més, Malatesta insisteix en el fet d'entendre com a sinònims estat i govern. L'abolició de l'estat serà, segons ell, l'abolició de l'organització política que recolza en l'autoritat, i alhora, la construcció d'una societat lliure i antiautoritària amb els motors de l'harmonia i el concurs voluntari, per a satisfer totes les necessitats socials. L'autor, alhora, rebutja dos tipus de definicions d'estat: en primer lloc, rebutja que estat s'entenga com a vincle de connexió social, ja que, per tant, anarquia es podria entendre com a disgregació social. En segon lloc, rebutja el concepte d'estat merament com a poder central, ja que conseqüentment, l'anarquia es podria entendre solament com a cantonalisme i comunalisme. Per aquestes dues raons, Malatesta proposa evitar la frase "abolició d'estat" i substituir-la per "abolició de govern". Sobre el concepte de govern, Malatesta apunta que aquest s'ha constituït històricament a partir d'un fet de força (usurpació) o d'imposició per part d'un grup social (predomini de la minoria sobre la majoria). Respecte a aquest concepte, l'autor ens dona dues definicions contraposades. La primera, que segons ell és la d'"ells" i consisteix a entendre govern com una entitat moral que conté atributs de raó, justícia i independència, amb un poder social abstracte. La segona definició, que segons Malatesta és la de "nosaltres", defineix el govern com un conjunt de governants que legislen per reglamentar les relacions humanes, que decreten, que forcen al servei militar, que castiguen, que monopolitzen, que declaren la guerra i que obliguen a tot el món amb la finalitat de designis particulars. La seua crítica al govern es basa en el fet que els governants no poden estar excepcionalment dotats per a apartar els mateixos individus de les seues deliberacions. Una vegada rebutjat per àmplies raons el concepte d'estat i govern, Malatesta proposa l'anarquia com a model social i polític en substitució del model que impera en l'actualitat. Segons Malatesta, l'anarquisme té una única raó de ser, i és la rebel·lió moral contra la injustícia. L'anarquisme naix quan algú veu que les causes de tot mal són les lluites entre les persones amb el domini dels vencedors i l'explotació dels vençuts; la submissió d'uns davant els altres al llarg de la història, amb el consegüent naixement del capitalisme, l'estat i la propietat privada. Per a Malatesta, la base fonamental del mètode anarquista és la llibertat. Segons ell, anarquia significa "no govern", és a dir, que el poble mateix ha de decidir el que cal fer i quan cal fer-lo. En el cas de donar-se situacions que no es puguen resoldre de manera instantània, s'hauria de triar delegats, els quals serien persones escollides entre les més intel·ligents però sense gens d'autoritat sobre les altres. Afig que l'organització ha de començar-se des de baix i anar pujant gradualment (del simple al compost). La seua concepció organitzativa es basa en l'existència de moltes agrupacions, dins de les quals hi ha els diferents oficis, amb els seus respectius delegats. Aquests serien responsables de dur les inquietuds de l'agrupació a les assemblees, les conclusions de les quals serien retornades a les agrupacions. La finalitat de l'anarquia es pot resumir en la necessitat que sorgisca una organització social l'objectiu de la qual siga el benestar i la llibertat, la reunió i la fraternitat humana. La seua petita crítica al moviment anarquista és que, segons ell, a pesar que no ha de veure's l'anarquia com a utòpica i llunyana, s'ha descurat molt de quina manera s'hi arriba, despreocupant-se dels mitjans i camins per a implantar-la. Alhora, fa alguns aclariments sobre el concepte d'"anarquista" i critica el pseudoanarquista. Segons Malatesta, no basta per a ser anarquista creure en l'ideal de l'anarquia, sinó que cal lluitar per arribar-hi, reclamant sempre llibertat i justícia. També rebutja el fet d'aparellar el concepte de rebel al d'anarquista. Defineix els rebels com a individus pertanyents a la classe oprimida que no rebutgen convertir-se en opressors; individus amb mentalitat i sentiments d'un burgès frustrat. Per tot això, rebutja la confusió entre rebel i anarquista.

## Crítica al marxisme i el bolxevisme
És important també la crítica que Malatesta fa al marxisme i al bolxevisme, que podem resumir en quatre punts. Primerament, Malatesta afirma que el comunisme no és el resultat lògic i necessari de les forces econòmiques, sinó el producte d'una consciència generalitzada de la solidaritat entre les persones, i es diferencia del concepte marxista i bolxevic de comunisme. En segon lloc, critica el concepte de revolució que té per meta instaurar el marxisme, ja que per a ell no consisteix en la presa del poder per part de la classe obrera ni a implantar una dictadura del proletariat; en oposició a açò, Malatesta considera la revolució com un mitjà per a liquidar tot govern i per a la presa de possessió, per part dels grups treballadors, de la terra i els mitjans de producció. En tercer lloc, l'autor s'allunya del marxisme i bolxevisme, ja que per a ell l'edificació d'una societat comunista ha de concebre's com a resultat d'un llarg procés evolutiu i no pot ser uniforme ni simultani. Per a l'autor, "cap sistema no pot ser vital i alliberar realment la humanitat de l'atàvica servitud, si no és fruit d'una lliure evolució". Finalment, amb relació a la definició de rebel vista anteriorment, es pot entendre, encara que subtilment, que els individus als quals es refereix l'autor (aquells pertanyents a la classe oprimida que no rebutgen la idea de convertir-se en opressors) responen clarament als bolxevics i a la seua idea de la dictadura del proletariat.